# Äthiopistik
Äthiopistik ist die Wissenschaftsdisziplin, die sich mit Sprachen und Kulturen sowie der Geschichte Äthiopiens und Eritreas befasst. Sie ist ein Teilbereich der Orientalistik.

## Entstehung des Faches
Historisch gesehen hat sich die Äthiopistik aus der klassischen Orientalistik entwickelt, die sich mit dem christlichen Orient und semitischen Sprachen befasste. Im Mittelpunkt der Forschung standen die antike christliche Kultur und die Literatur, die vor allem auf Altäthiopisch verfasst war – der einzigen Literatursprache des Landes bis zum frühen 19. Jh. und heutigen Sprache der Liturgie (Äthiopisch-Orthodoxe Tewahedo-Kirche). Die klassische Äthiopistik war deswegen insbesondere im 19. Jahrhundert eine reine Philologie (Textkritik) des Altäthiopischen, auf den entsprechenden Sprachforschungen basierend, verbunden mit der Geschichte der Region, wie sie aus altäthiopischen Quellen erschließbar war.
Mit der Entwicklung schriftlicher Kultur in anderen Sprachen und der verstärkten Konzentration auf Feldforschung, und damit auch nicht-schriftliche Aspekte der Kulturen, erweiterten sich die Grenzen der Äthiopistik. Allerdings hatte auch Hiob Ludolf, der Begründer der Äthiopistik, bereits im 17. Jahrhundert eine umfassende Darstellung aller Kulturen, Völker und verschiedenen Staatswesen in der äthiopischen Region versucht. Dieses umfassende kulturwissenschaftliche Forschungsprogramm wurde erst wieder im späten 20. Jahrhundert durch die Ethnologie (darunter Ulrich Braukämper in Göttingen) und die klassische Äthiopistik in Hamburg aufgenommen.

## Forschungsgegenstand Sprachen
Insgesamt werden in Äthiopien und Eritrea über 70 Sprachen gesprochen. Die wichtigsten darunter sind:
- Amharische Sprache: Staatssprache Äthiopiens, (Semitisch)
- Arabisch: Amtssprache Eritreas (Semitisch)
- Tigrinya: Staatssprache Eritreas und des äthiopischen Bundesstaates Tigray (Semitisch)
- Oromo: die am weitesten verbreitete Sprache Äthiopiens (Kuschitisch)
- Tigré als zweitwichtigste Sprache Eritreas (Semitisch)

## Äthiopistik als Querschnittfach
Heute ist die Äthiopistik ein Querschnittfach aus Philologie, Sprachwissenschaft, Geschichte, Theologie, Archäologie, Ethnologie und Politik.
Als Wissenschaftsdisziplin verfügte die Äthiopistik im Bereich der so genannten „Orientwissenschaften“, anders als beispielsweise die Iranistik oder die Islamwissenschaft, lange Zeit nicht über ein umfassendes fachbezogenes Nachschlagewerk. Diesem seit Jahrzehnten zunehmenden akademischen Bedürfnis folgend, hat sich Siegbert Uhlig mit seinem Mitarbeiterstab in Zusammenarbeit mit einem internationalen Expertengremium zur Aufgabe gemacht, die auf fünf Bände veranschlagte Encyclopaedia Aethiopica zusammenzustellen. 2014 wurde das Enzyklopädieprojekt abgeschlossen.
Den einzigen eigenständige Lehrstuhl für Äthiopistik an einer deutschen Universität gibt es in Hamburg. Dort gehört das Arbeitsgebiet Äthiopistik zur Abteilung für Afrikanistik und Äthiopistik des Asien-Afrika-Instituts, obwohl die wissenschaftliche Methodik im Vergleich zur Afrikanistik sehr unterschiedlich ist. Äthiopistische Spezialisierungen bieten außerdem an der Freien Universität Berlin das Seminar für Semitistik und Arabistik sowie der Arbeitsbereich Historische Geographie des antiken Mittelmeerraumes (Klaus Geus) am Friedrich-Meinecke-Institut an.
Die Geschichte deutsch-äthiopischer Beziehungen setzt im späten Mittelalter ein mit den Studien deutscher Theologen über das ferne christliche Reich. Schon Athanasius Kircher hatte die Altäthiopische Sprache erlernt. Als Begründer gilt allgemein Hiob Ludolf.
In Europa gelten heute als Zentren der Äthiopistik die Universität Hamburg, die Freie Universität Berlin und die Università di Napoli L’Orientale (dort als Teil des Lehrbereichs für Orient- und Afrikastudien). Eine umfassende Sprachausbildung, die die alle oben genannten Sprachen beinhaltet, also Altäthiopisch, Amharisch, Tigrinya, Tigré, Arabisch und Oromo, war 2009 an der Freien Universität Berlin möglich. Heute ist die Universität Hamburg die einzige Universität außerhalb Afrikas, an der regelmäßig mehrere äthiopische und eritreische Sprachen gelehrt werden.
An der Universität Hamburg ist das Hiob Ludolf Zentrum für Äthiopistik (HLZ; früher: Forschungsstelle Äthiopistik) angesiedelt. Ebenso befinden sich dort die Redaktionen der Encyclopaedia Aethiopica, der Zeitschrift Aethiopica (International Journal for Ethiopian and Eritrean Studies) und die der Reihe Äthiopistische Forschungen.
Weitere fortlaufende Publikationen zur Äthiopistik sind: Journal of Ethiopian Studies, Rassegna di Studi Etiopici, Quaderni di studi Etiopici und die Northeast African Studies.
Bedeutende Wissenschaftler, die zur Äthiopistik beigetragen haben, sind unter anderen der Theologe und Orientalist August Dillmann (1823–1894, Neubegründer der Äthiopistik in Deutschland), der Orientalist und Archäologe Joseph Halévy (1827–1917), der Philologe Enno Littmann (1875–1958), der Orientalist und Semitist Eugen Mittwoch (1876–1942), der Linguist Marcel Cohen (1884–1974), der italienische Diplomat und zeitweilige Kolonialbeamte Enrico Cerulli (1898–1988), der Semitist und Linguist Wolf Leslau (1906–2006), der Semitist und Historiker Edward Ullendorff (1920–2011), der Archäologe Neville Chittick (1924–1984), der Anthropologe und Linguist Harold C. Fleming (1926–2015), Richard Pankhurst (1927–2017), der Theologe und Orientalist Ernst Hammerschmidt (1928–1993), der Soziologe Donald N. Levine (1931–2015) sowie der Linguist Lionel Bender (1934–2008).

## Äthiopistische Tagungen
Nachdem vom 22. bis 24. Juli 2000 die Internationale Äthiopische Tagung in Berlin stattfand, folgten die 15. Internationale Konferenz der Äthiopistik (15th International Conference of Ethiopian Studies) vom 21. bis 25. Juli 2003 in Hamburg und am 7. bis 8. Februar 2008 ein Internationaler Workshop zur Geschichte und Sprache der Tigre-Sprecher (International Workshop "History and Language of Tigre-Speaking People (Eritrea and Sudan)) in Neapel.
Vom 1. bis 4. April 2009 wurde die bereits III. Internationale Enno Littmann Konferenz mit dem Thema „Tigre, Aksum and more“ in Berlin ausgetragen.
Am 12./13. Juni 2009 führte der Arbeitskreis Äthiopistik um Rainer Voigt an der Freien Universität Berlin das I. Internationale Forschungskolloquium zum Horn von Afrika durch. Neben den 7 Referenten des Arbeitskreises Äthiopistik sowie drei dem Arbeitskreis affiliierten Referenten aus Berlin, referierten aus dem internationalen äthiopistischen Fachkreis auch sieben renommierte Wissenschaftler aus Israel, Italien und Deutschland. Das interdisziplinär ausgerichtete Kolloquium beschäftigte sich mit linguistischen Aspekten der äthiosemitischen und kuschitischen Sprachen (12. Juni) sowie zu Kultur, Gesellschaft und Recht Äthiopiens (13. Juni). Insgesamt beteiligten sich ca. 30 „éthiopisants“ an den Diskussionen.
Ein weiteres Zusammentreffen des internationalen Fachkreises – das II. Internationale Forschungskolloquium zum Horn von Afrika – mit dem Ziel die jeweils eigene Forschung vorzustellen und mit Kollegen zu diskutieren, fand am 18./19. Dezember 2009 in Berlin nach der XVIIth International Conference of Ethiopian Studies in Addis Abeba (November 2009) statt.
Das III. Internationale Forschungskolloquium zum Horn von Afrika wurde am 20./21. August 2010 an der Freien Universität Berlin ausgetragen.
Ebenfalls an der Freien Universität Berlin wurde vom 22. bis 24. Juli 2010 das internationale einschlägige Symposium zur semitohamitischen Forschung „5000 Jahre semitohamitische Sprachen in Asien und Afrika / 5000 Years Semitohamitic Languages in Asia and Africa“ von Rainer Voigt durchgeführt.